# Герберт, Генри, 1-й граф Поуис
Генри Артур Герберт, 1-й граф Поуис (англ. Henry Herbert, 1st Earl of Powis; до 9 апреля 1703 — 10 сентября 1772) — британский пэр и политик. Он был известен как Генри Герберт до 1743 года и как лорд Герберт из Чербери с 1743 по 1748 год.

## Предыстория
Член семьи Гербертов. Сын Фрэнсиса Герберта (1667—1719) из Окли-Парка недалеко от Ладлоу, графство Шропшир, сына Ричарда Герберта (1629—1676) от его жены и троюродной сестры Флоренс, дочери Ричарда Герберта, 2-го барона Герберта из Чербери (1604—1655). Его матерью была Дороти (? — 1717), дочь Джона Олдбери, лондонского купца. Он был крещен в приходской церкви Бромфилда недалеко от Окли-парка.

## Политическая карьера
Генри Герберт был избран в Палату общин как виг от Блетчингли в 1724 году, это место он занимал до 1727 года, а затем он представлял Ладлоу до 1743 года. В 1735 году он стал хранителем рукописей (Custos Rotulorum) Монтгомеришира и лордом-лейтенантом Шропшира, а также казначеем принца Уэльского (отца Георга III) с 1737 по 1738 год. В 1743 году он был возведен в звание пэра как барон Герберт из Чербери в графстве Шропшир. Чербери принадлежал его семье с 1629 года до тех пор, пока не исчез после смерти сына его прадеда в 1691 году. В 1748 году он был назначен бароном Поуисом из замка Поуис в графстве Монтгомери, виконтом Ладлоу в графстве Шропшир и графом Поуисом в графстве Монтгомери . Таким образом был возрожден титул графа Поуиса, который угас после смерти 3-го маркиза Поуиса в том же году. В следующем 1749 году он также стал бароном Гербертом из Чербери и Ладлоу, с правом наследования титула для его брата Ричарда Герберта, а затем его родственника Фрэнсиса Герберта из Ладлоу.
В 1761 году лорд Поуис оставил свой пост лорда-лейтенанта Шропшира и вместо этого был назначен лордом-лейтенантом Монтгомеришира, но он был восстановлен в должности лорда-лейтенанта Шропшира в 1764 году и занимал оба поста до своей смерти восемь лет спустя. Также в 1761 году он был назначен контролером королевского двора и приведен к присяге в Тайном совете. Позже в том же году он был назначен казначеем королевского двора и занимал эту должность до 1765 года.

## Военные позиции
Во время восстания якобитов в 1745 году, когда шотландская армия принца Чарльза Эдварда Стюарта собиралась вторгнуться в Англию, 1 октября того же года лорд Поуис был назначен полковником для создания полка фузилёров в графстве Шропшир для противодействия вторжению. Им было приказано двинуться в Стаффордшир, но, будучи недостаточно дисциплинированными и укомплектованными, они отступили, не вступив в бой с якобитскими войсками, которые, как опасались, направлялись в Уэльс, но вместо этого направились в сторону Дерби.
Граф Поуис никогда не проходил действительную службу, но получил дальнейшее повышение до генерал-майора в 1755 году, до генерал-лейтенанта в 1759 году и до полного генерала в 1772 году, в год его смерти.

## Семья

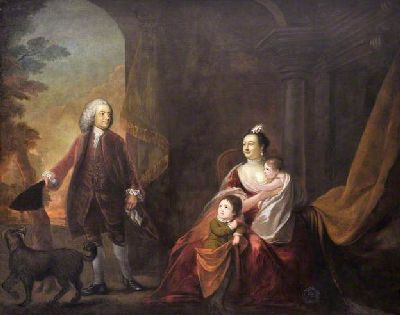
Граф и графиня Поуис со своими детьми

В 1751 году он женился на пятнадцатилетней Барбаре Герберт (24 июня 1735 — 12 марта 1786), посмертной дочери и наследнице лорда Эдварда Герберта (? — 1734), младшего сына Уильяма Герберта, 2-го маркиза Поуиса, и брата Уильяма Герберта, 3-го маркиза Поуиса. У лорда и леди Поуис было двое детей:
- Джордж Эдвард Генри Артур Герберт, 2-й граф Поуис (7 июля 1755 — 16 января 1801); умер холостым и бездетным.
- Леди Генриетта Антония Герберт (3 сентября 1758 — 3 июня 1830); вышла замуж за Эдварда Клайва, 2-го барона Клайва (1754—1839), который позже стал графом Поуисом

## Поздняя жизнь и смерть
Окли-Парк был его главным загородным домом до 1771 года, когда он продал его лорду Клайву («Клайву Индийскому») и переехал в замок Поуис, резиденцию своего графства, недалеко от Уэлшпула, Монтгомеришир.
Лорд Поуис умер в Бате, Сомерсет, в сентябре 1772 года в возрасте 69 лет и был похоронен в церкви Святой Марии в Уэлшпуле. Ему наследовал его сын Джордж (который также унаследовал баронство Герберта из Чирбери и Ладлоу. Графский титул угас после смерти последнего в 1801 году.
Дочь лорда Поуиса, леди Генриетта, вышла замуж за Эдварда Клайва, 2-го барона Клайва, сына Роберта Клайва, 1-го барона Клайва («Клайва Индийского»). В 1804 году графство Поуис было восстановлено в пользу Эдварда Клайва. Барбара, графиня Поуис, умерла в марте 1786 года в возрасте 50 лет.